# あなぶきんちゃん
あなぶきんちゃんは、穴吹工務店がかつて使用していたイメージキャラクター。童話「赤ずきん」に似たキャラクターである。
テレビコマーシャルでは実写であったが、ポスター等ではイラストで描かれる場合もあった。

## 概要
1999年に初登場。赤い服と童話の「赤ずきん」のようなひさしのある帽子を着装しているが、赤ずきんとは別人である。実写素材では子役タレントが起用されていた（歴代で2名）。
キャラクターに関しては以下のような設定がなされていた（2007年当時）。
- 1987年生まれの10歳。老舗の頭巾屋の長女。身長140cm、靴のサイズは22cm。
- 穴の森第四小学校5年生。入学から5年連続で級長を務める。
- 趣味・特技は花笠音頭をはじめとする各種ダンス・森の動物たちとの会話。
- 楽しいことがあると大きく胸が膨らむ（動物たちも胸が膨らむが、タヌキだけは睾丸が膨らむ）。

穴吹工務店は、あなぶきんちゃんが主演するいくつかのテレビコマーシャルを製作した。特にマンションの販売宣伝に多く出演し。第一弾のテレビコマーシャルは、あなぶきんちゃんが住む「穴の森」で、擬人化された大きな動物たち（ウサギ、クマ、鹿、オオカミ、タヌキなど。「穴の森の仲間達」という名前で紹介されていた）と会い、彼女が動物たちと一緒に歌って踊るというものや、「アフターサービス」を英語、スペイン語、タイ語、中国語、フランス語、ドイツ語、ロシア語で発音するものなどであった。
かつて札幌ドーム3塁側に、あなぶきんちゃん（人物写真）をあしらった広告看板が掲示されていた。
2009年に穴吹工務店は会社更生法を申請して倒産した。更生会社となり、更生手続きを終了した2013年に大京の傘下に入った。更生会社となって以降はあなぶきんちゃんは宣伝には使用されていない。

## 演じたタレント
- 初代 - 相能美那子
- 2代 - 斉藤光香